# Begna
De Begna is een rivier in Noorwegen. Zij ontspringt nabij de Otrøvatnet in de Filafjell in de provincie Oppland en stroomt door Valdres Bij Nes mondt de rivier uit in het meer: Sperillen. Dit meer verlaat zij onder de naam Ådalselva en vormt door samenvloeiing met de Randselva in Hønefoss, de Storelva, die dan in het Tyrifjorden-meer uitmondt. Het totale traject is 213 km lang en brengt de Began op de 8e plaats van de langste rivieren van Noorwegen.
In Valdres stroomt zij door talrijke meertjes, waar ook elektriciteit wordt geproduceerd.